# Ilokivi
Ilokivi (finnois : Ilokivi), est la maison des étudiants de l'université de Jyväskylä construit sur Seminaarinmäki à Jyväskylä en Finlande.

## Galerie

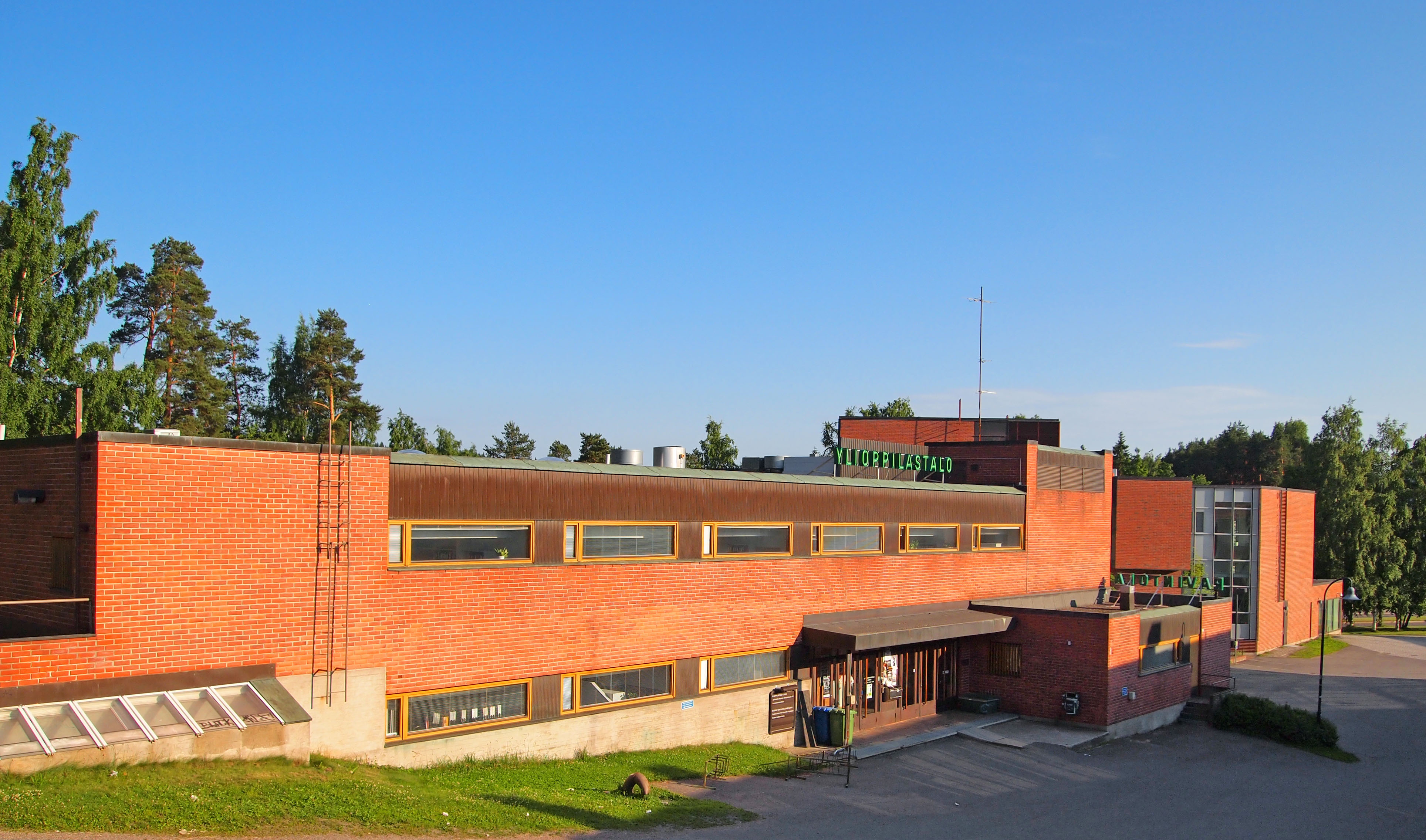
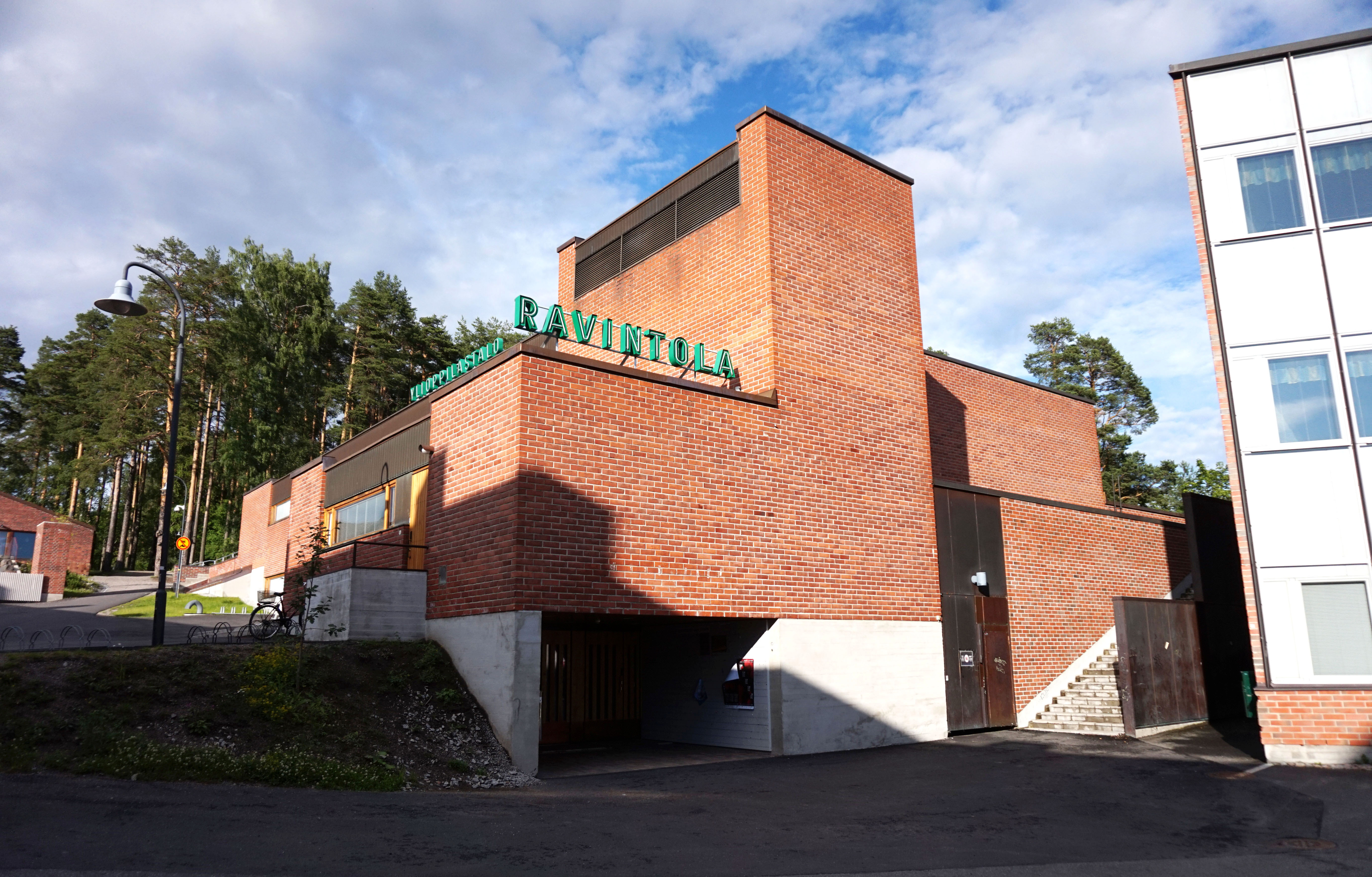
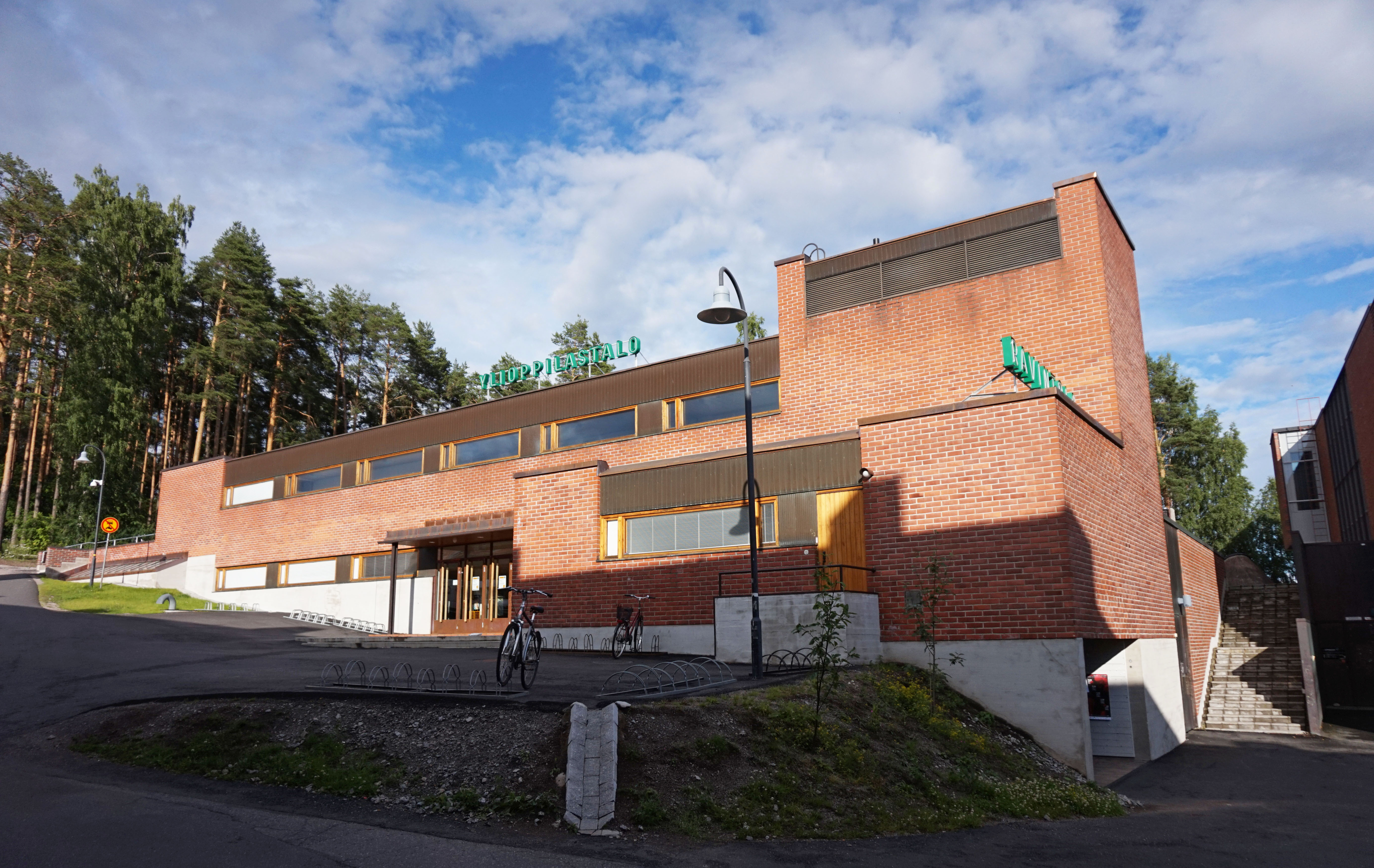